# Maxime Urruty
Pour les articles homonymes, voir Urruty.
Maxime Urruty, né le 21 mai 1993 à Nice, est un coureur cycliste français.

## Biographie

### Carrière amateur
Maxime Urruty naît le 21 mai 1993 à Nice, dans le Sud-Est de la France. Son patronyme Urruty est d'origine basque. Il a une sœur, Lucie, qui est également coureuse cycliste.
À 16 ans, il intègre le Pôle Espoirs de Nice. Il se consacre alors au VTT cross-country. Dans cette discipline, il remporte à deux reprises la Coupe de France dans les catégories cadets (moins de 17 ans) et juniors (moins de 19 ans). Il obtient également de bons résultats aux championnats de France. En 2011, il termine troisième du championnat d'Europe et de deux épreuves de la Coupe du monde, ou encore neuvième du championnat du monde chez les juniors. 
Il intègre le Sprinteur Club de Nice en 2012. Toujours actif en VTT, il se classe troisième du championnat de France de cross-country espoirs (moins de 23 ans). En 2013, il rejoint le club Creuse Oxygène, où il court pendant cinq saisons. Durant cette période, il brille dans le calendrier amateur français. Il devient notamment double champion du Limousin en 2015, dans la course en ligne et le contre-la-montre. Ses bons résultats sur route l'incitent à délaisser les compétitions de VTT à partir de juillet 2016. 
En 2018, il évolue au GSC Blagnac Vélo Sport 31. Il s'installe pour l'occasion à Toulouse, où sa conjointe est étudiante. En 2019, il est recruté par le Team Pro Immo Nicolas Roux. Il suit son directeur sportif Nicolas Vogondy, qui rejoint également l'encadrement du club auvergnat. À 26 ans, il s'illustre en réalisant la meilleure saison de sa carrière. Il s'impose à quatre reprises, notamment sur une étape du Tour de la Guadeloupe, et obtient de nombreux podiums chez les amateurs. Il se distingue par ailleurs dans des courses UCI européennes en terminant deuxième du Tour d'Eure-et-Loir et du Grand Prix de la ville de Nogent-sur-Oise. Le 29 juin, il finit deuxième du championnat de France amateurs, où il est seulement devancé dans le dernier kilomètre par le jeune Alexis Renard,. 
Grâce à ses bons résultats, il devait passer professionnel en 2020 chez Euskadi-Murias. Mais l'équipe cesse malencontreusement ses activités. Maxime Urruty reste donc chez les amateurs. Dans une saison perturbée perturbée par la pandémie de Covid-19, il gagne trois courses.

### Carrière professionnelle
Il parvient finalement à rejoindre les rangs professionnels en 2021 au sein de la formation nordiste Xelliss-Roubaix Lille Métropole, qui évolue au niveau continental. 

## Palmarès sur route

### Par année
| - 2012 - Grand Prix d'Antibes - 2013 - 3e du Souvenir Louis-Nucéra - 2014 - 2e du Tour du Haut-Livradois Sud - 3e du Prix de Beauchabrol - 2015 - Champion du Limousin sur route - Champion du Limousin du contre-la-montre - 2e du Circuit Boussaquin - 2016 - 2e étape de l'Estivale Bretonne - 2e du championnat du Limousin sur route - 3e du championnat du Limousin du contre-la-montre - 2017 - Tour du Pays Saint-Pourcinois - 2e de la Nocturne de Brive - 3e du Circuit Boussaquin - 2018 - 1re étape du Tour du Loiret - La Polysostranienne - 2e étape des Quatre Jours des As-en-Provence - 2e du Grand Prix de Trèbes - 3e du championnat d'Occitanie sur route - 3e des Boucles du Tarn et du Sidobre | - 2019 - Tour de la Charente Limousine - 1re étape du Tour de la Guadeloupe - 3e étape des Quatre Jours des As-en-Provence - Grand Prix des Eyzies-de-Tayac-Sireui - 2e de Le Poinçonnet-Limoges - 2e du Grand Prix de Buxerolles - 2e du Circuit Boussaquin - 2e du Tour d'Eure-et-Loir - 2e du championnat de France sur route amateurs - 2e du Grand Prix d'Oradour-sur-Vayres - 2e du Grand Prix de la ville de Nogent-sur-Oise - 2e du Trophée des Champions - 3e du Circuit de l'Essor - 3e du Grand Prix d'Ouverture REVA - 3e de l'Atria Charade Cycliste Tour - 3e du Grand Prix de la Sologne des Étangs - 3e du Grand Prix des Grattons - 3e du Grand Prix du Centre de la France - 2020 - 1re épreuve des Boucles du Haut-Var - Grand Prix de Monpazier - Grand Prix du Centre de la France - 2e du Prix de Beauchabrol - 2e du Prix des Vendanges de Maisonnais |  |

### Classements mondiaux
| Année           | 2019 |
| --------------- | ---- |
| UCI Europe Tour | 693e |

## Palmarès en VTT

### Championnats d'Europe
- 2011
  -  Médaillé de bronze du cross-country juniors

### Championnats de France
- 2011
  - 2e du championnat de France de cross-country juniors
- 2012
  - 2e du championnat de France de cross-country espoirs

### Autres
- 2009
  - Coupe de France cadets
- 2011
  - Coupe de France juniors

## Palmarès en cyclo-cross
- 2011-2012
  - Cyclo-cross de La Colle-sur-Loup (avec Julien Trarieux)[13]
- 2012-2013
  - Cyclo-cross de Mandelieu[14]
  - 2e du championnat du Limousin de cyclo-cross espoirs
- 2013-2014
  - 3e du championnat du Limousin de cyclo-cross espoirs